# Anarquisme filosòfic
L'anarquisme filosòfic és un corrent del pensament anarquista, que sosté que l'Estat no té legitimitat moral, i alhora (aquest anarquisme) no dona suport a la violència per eliminar-lo (l'estat). Tot i que l'anarquisme filosòfic no implica necessàriament una acció o un desig d'eliminació de l'Estat, els anarquistes filosòfics no creuen que tinguin l'obligació o el deure d'obeir a l'Estat, i a l'inrevés, tampoc l'Estat té el dret de manar.
L'anarquisme filosòfic és un component especial de l'anarquisme individualista. Els anarquistes filosòfics de la nota històrica inclouen Mohandas Gandhi, William Godwin, J. R. R. Tolkien, Pierre-Joseph Proudhon, Herbert Spencer, Max Stirner i Henry David Thoreau. Michael Freeden identifica quatre grans tipus d'anarquisme individualista. Ell diu que el primer tipus està associat amb William Godwin que defensen l'autogovern amb un "progressiu racionalisme que incloure la benevolència dels altres". El segon tipus és l'egoisme, la majoria associat amb Stirner. El tercer tipus és el "que es troba en les primeres prediccions de Herbert Spencer, i en el d'alguns dels seus deixebles com Wordsworth Donisthorpe, preveient la redundància de l'estat en l'origen de l'evolució social". El quart tipus conserva una forma moderada de l'egoisme i produeix la cooperació social a través de la promoció del mercat, que té seguidors, com Benjamin Tucker i Thoreau. Filosòfs anarquistes contemporanis inclouen A. John Simmons i Paul Robert Wolff.